# 川之江ジャンクション

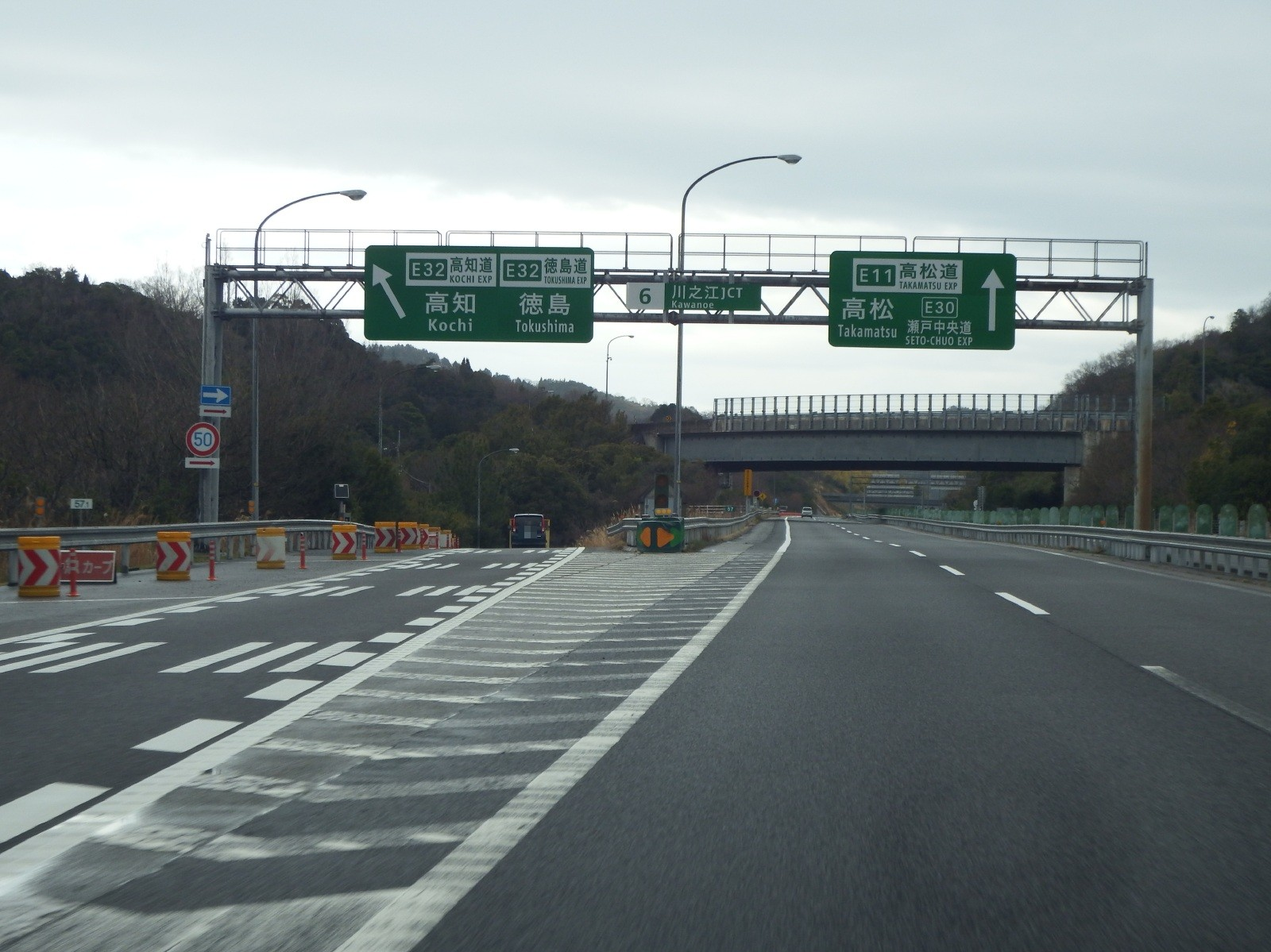
松山道上り線より高知道へ

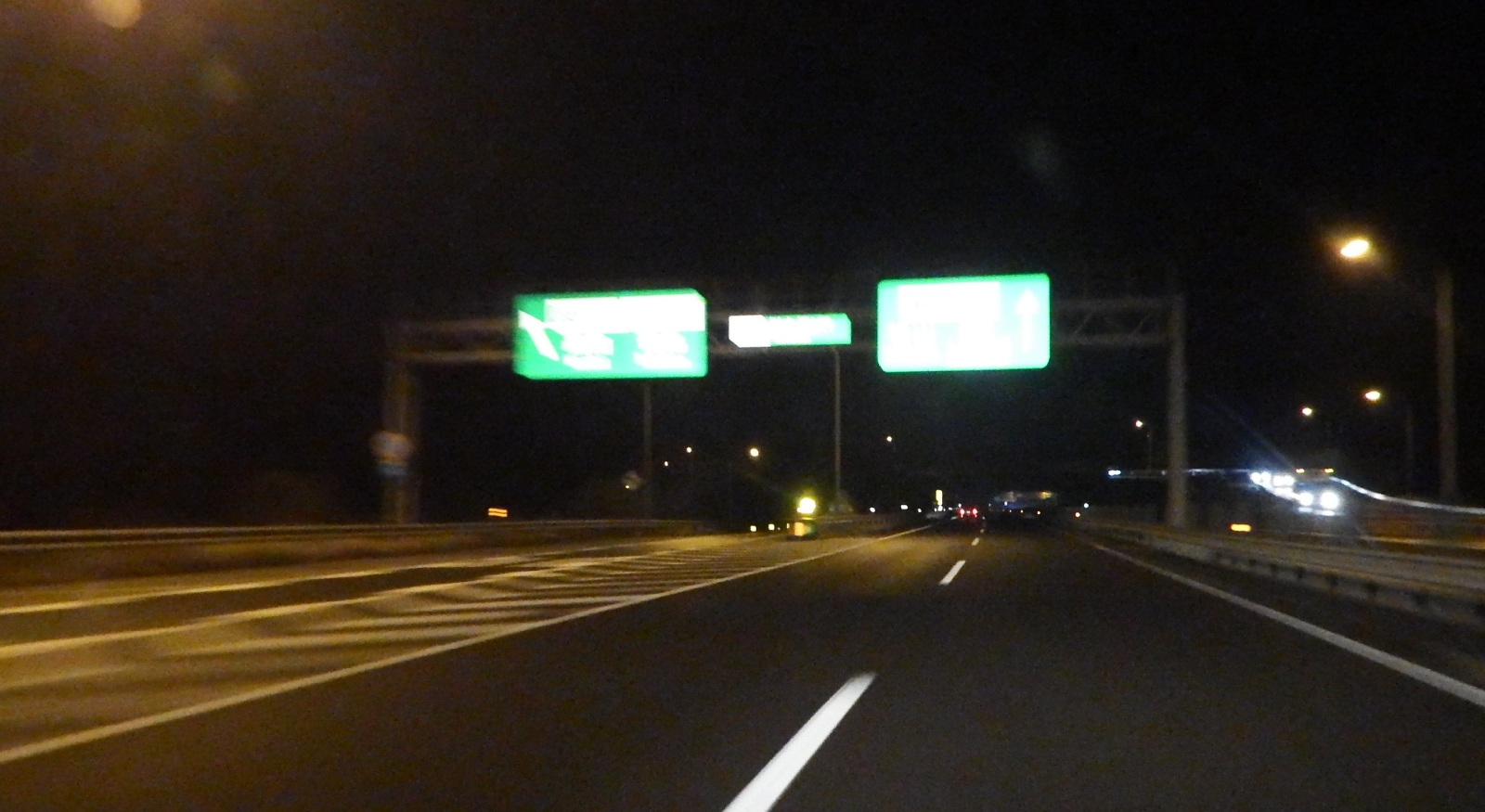
松山道下り線より高知道へ

川之江ジャンクション（かわのえジャンクション）は、愛媛県四国中央市金生町山田井と同市金生町下分にある高松自動車道と松山自動車道および高知自動車道を接続するジャンクションである。

## 概要
当ジャンクションで愛媛県と香川県方面および高知県方面の接続をするが、隣の川之江東JCTでは徳島県方面への接続をする。当ジャンクションは川之江東JCTと合わせて四国地方で交通の分岐点となる重要な役割を果たしている。
なお、鳴門JCT供用開始以降、松山自動車道上り線から神戸淡路鳴門自動車道へ向かう際、当ジャンクションを直進して高松自動車道に入り、香川県内を走行して鳴門方面に向かうルートと、分岐して高知自動車道に進入し、次の川之江東JCTで更に徳島自動車道の分岐に入り徳島県内を走行して鳴門方面に向かう2ルートが選択できるようになった。その為、松山道上り線では、4.8km手前の当ジャンクションの案内標識に高松道経由と徳島道経由での鳴門ICまでの所要時間が電光表示で案内されている。また、同様の理由で神戸淡路鳴門道下り線、鳴門ジャンクションの7.1km手前の標識でも川之江ジャンクション同様に高松道経由と徳島道経由での三島川之江ICまでの所要時間が案内されている。

## 歴史
- 1987年（昭和62年）12月16日 : 高松自動車道の善通寺IC - 三島川之江IC間の開通に伴い供用開始[2]。
- 1992年（平成4年）1月30日 : 川之江JCTの供用により高知自動車道と接続[2]。

## 接続する道路
- E11 高松自動車道
- E11 松山自動車道
- E32 高知自動車道

## 隣
E11 高松自動車道
(5) 大野原IC - 豊浜SA - (6) 川之江JCT
E11 松山自動車道
(6) 川之江JCT - 上分PA - (7) 三島川之江IC
E32 高知自動車道
(6) 川之江JCT - (7) 川之江東JCT - (8) 新宮IC